# Paraformaldehid
Paraformaldehid, znan tudi kot polioksimetilen, je kondenzacijski produkt formaldehida s stopnjo polimerizacije 8-100 monomernih enot. Visokomolekularni parafarmaldehid se uporablja kot termoplast (polioksimetilenska plastika, POM, Delrin, poliformaldehid). Paraformaldehid ima zaradi razpadanja običajno rahel vonj po formaldehidu. Uporablja se kot sredstvo za zatiranje škodljivcev, dezinfekcijsko sredstvo, fungicid in za pripravo čistega formaldehida.

## Sinteza
Paraformaldehid nastaja v vodnih raztopinah formaldehida (formalina) kot bela oborina, posebno če se hrani na hladnem. Formalin v resnici vsebuje zalo malo monomernega formaldehida. Večina ga je v obliki poliformaldehida z nizko stopnjo polimerizacije. Polimerizacijo zavirajo dodatki stabilizatorjev, običajno metanola. 

## Reakcije
Paraformaldehid s suhim segrevanjem depolimerizira v plinasti formaldehid, v vodi z dodatkom alkalij in/ali s segrevanjem pa v vodno raztopino formaldehida. Na ta način nastane zelo čist formaldedid, ki se uporablja kot fiksir v histologiji, patologiji in celični  biologiji
Paraformaldehid je vnetljiv, ker se pri segrevanju razgradi v vnetljivi plinasti formaldehid.

## Toksičnost
Paraformaldehid odceplja formaldehid, zato se o njem sumi, da je karcinogen. Akutna oralna LD50 za podgane je 592 mg/kg.